# Simbad y la princesa
Simbad y la princesa (The 7th Voyage of Sinbad) El 7.º Viaje de Simbad (Título en Latinoamérica) es una película estadounidense dirigida por Nathan Juran y estrenada en 1958.
Fue el primero de los tres films sobre Simbad producidos por Columbia, los siguientes fueron El viaje fantástico de Simbad (1973) y Simbad y el ojo del tigre (1977). Los tres se basaron en ideas de Ray Harryhausen, que usó técnicas de stop-motion, entre ellas una de su cosecha: la dynamation.
El film no sigue la trama del cuento homónimo, sino que tiene más puntos en común con el cuento de El quinto viaje de Simbad, en el que aparece el Ave Roc.
En el 2008, Simbad y la princesa fue escogido para su conservación en el National Film Registry de la Library of Congress, como una más de las obras que se eligen para ello por ser 

cultural, histórica, o estéticamente significativas.

## Argumento
La aventura relata el peligroso viaje de Simbad hacia la misteriosa isla del Colosa. Su objetivo es romper el maleficio lanzado por un diabólico mago a su amada princesa, haciéndola diminuta. Antes de poder devolverla a su tamaño normal, Simbad tendrá que luchar contra una gran cantidad de monstruos míticos cómo, por ejemplo, el Cíclope devorador de hombres, un esqueleto que maneja un sable, un feroz pájaro bicéfalo llamado Roc y un dragón que respira fuego.

## Comentarios
Cinta fantástica con héroe de cuento de Las mil y una noches, que corre peligros en lugares exóticos llenos de criaturas imaginarias. Antes de que el ordenador entrara a formar parte importante del mundo del cine, los monstruos de la pantalla se realizaban con una técnica conocida como paso de manivela, en la que en realidad, los seres eran pequeños muñecos de apenas 15 centímetros. El mérito se debe a Ray Harryhausen, que participó en el guion y es el responsable de que en la pantalla los títeres de la película, como el cíclope o el dragón, parezcan gigantescos monstruos asesinos.

## Reparto
- Kerwin Mathews: Simbad
- Kathryn Grant: la princesa Parisa
- Richard Eyer: Baronni, el genio de la lámpara
- Torin Thatcher: Sokurah, el mago
- Alec Mango: el califa
- Danny Green: Karim
- Harold Kasket: el sultán
- Alfred Brown: Harufa
- Nana DeHerrera: Sadi
- Virgilio Teixeira: Alí

## Música
La música fue compuesta por Bernard Herrmann, que también colaboró con Ray Harryhausen en sus films La isla misteriosa, Los viajes de Gulliver, y Jasón y los argonautas.
El productor Robert Townson, que la reeditó en 1998 con la Royal Scottish National Orchestra, la describe como una de las mejores bandas sonoras de la historia que no desmerece en nada a cualquier gran composición clásica del siglo XX.

## Recibimiento
La película tuvo y continúa teniendo buenas críticas. Tiene una ratio del 100% en Rotten Tomatoes, con muchas reseñas que destacan su valor nostálgico. El crítico Ken Hanke de Mountain Xpress la denomina "Material de la memoria de la infancia".
American Film Institute
- AFI's 100 Years...100 Thrills - Candidata[4]
- AFI's 100 Years...100 Heroes and Villains:
  - Simbad - Candidata[5]
- AFI's 10 Top 10 - Candidata al premio a la mejor película fantástica[6]